# إدوارد ديلر
إدوارد ديلر (بالإنجليزية: Edward Diller)‏ هو مدرس أمريكي، ولد في 15 ديسمبر 1925 في كليفلاند في الولايات المتحدة، وتوفي في 30 مارس 1985 في يوجين في الولايات المتحدة.